# Пусть они едят жижу
«Пусть они едят жижу» (англ. Let Them Eat Goo) — четвертый эпизод двадцать третьего сезона американского мультсериала «Южный Парк». Премьера эпизода состоялась на Comedy Central в США 16 октября 2019 года. Эпизод посвящён моде на вегетарианские продукты: в школьной столовой вместо обычной пищи заменили на здоровую, а Рэнди Марш начинает продавать «порядочные бургеры». В эпизоде пародируется фильм «Нефть», а также бессмысленные заявления ЛеБрона Джеймса по поводу протестов в Гонконге в 2019 году.

## Сюжет
Рэнди Марш созывает семейный совет в связи с тем, что доходы «Фермы порядочности» (англ. Tegridy Farms) серьёзно упали после разрыва сделки с китайцами, и просит всех высказать идеи по повышению продаж. Полотенчик, партнёр Рэнди по бизнесу, предлагает взять части растений марихуаны, которые они обычно выбрасывают после сбора урожая, и продавать их как мульчу. Они заезжают в Burger King, где Рэнди пробует «Невозможный бургер». Хотя Рэнди считает, что бургер на вкус ужасен, он понимает, что клиенты будут платить за еду на растительной основе, даже если у неё плохой вкус. Это вдохновляет его на создание бургера с начинкой из остатков растений марихуаны. Рэнди начинает продавать «Порядочные бургеры» (англ. Tegridy Burgers) прямо перед входом в Burger King. Позже Рэнди выступает в поддержку веганской диеты на городском собрании, утверждая, что это лучше для окружающей среды. В результате говядина теряет популярность, однако затем у дома Рэнди появляется рассерженный фермер со своими коровами, жалуясь, что теперь они никому не нужны, и оставляет их Рэнди. Они едят марихуану и загрязняют ферму своими отходами. Чтобы исправить это, Рэнди и Полотенчик решают застрелить всех коров, и съев множество «Порядочных бургеров», исполняют свой план.
Тем временем Эрик Картман раздражён тем, что в школьной столовой привычную пищу заменили на рыбу и овощи по просьбе Венди и других девочек, поскольку они хотят есть вегетарианскую пищу. Эрик настолько возмущён, что произносит эмоциональную речь (в которой он повторяет слова Леброна Джеймса в адрес Дэрила Морея), после чего у него случается сердечный приступ. Мистер Маки заверяет Эрика, что школьное меню останется прежним. После возвращения из больницы Картман, наконец, может насладиться любимыми рёбрышками на обед, однако протесты Венди и Николь вызывают у него новый приступ. На школьном собрании ПК директор объявляет, что в качестве компромисса поставщиком школьного питания станет компания «Невероятная говядина» (англ. Incredible Beef). Выступая на собрании, основатель компании, называющий себя «Жижамен», (англ. Goo Man) — пародия на героя Дэниела Дей-Льюиса (Дэниэла Плейнвью) из фильма «Нефть» — утверждает, что его зелёная жижа может быть похожа на любую еду, и что он хочет быть поставщиком еды на растительной основе для всего города. Когда Картман снова возвращается в школу, он узнает, что во вторник в школьной столовой подают тако из «невероятной говядины». Не зная, что оно на растительной основе, Эрик съедает его без происшествий.
Вскоре Эрик узнаёт правду от «Жижамена», вступившего в сговор с сотрудником Burger King и фермером, рассказывающего о сложной инфраструктуре производства и доставки жижи (сходной с нефтепроводом), и объясняющего, что для максимальной эффективности бизнеса, ему необходимо владеть всеми закусочными в городе. И для достижения этой цели ему осталось устранить только «Порядочный бургер», с остальными поставщиками и владельцами закусочных он уже договорился. Во время впуска новостей, у Рэнди берут интервью, а сотрудник Burger King, одевшись студентом-протестующим, заявляет, что на «Ферме порядочности» неэтичное производство. После чего в выпуске демонстрируются кадры убийства коров Рэнди и Полотенчиком, в результате чего жители города отказываются покупать «порядочные бургеры» (англ. Tegridy Burger). В школе Картман рассказывает, что он знает правду о растительном мясе в школьной столовой, но это его не расстраивает. Он узнал, что жижа делается на фабрике с добавлением соли, то есть, по сути это те же полуфабрикаты, та же «переработанная хрень в коробке». И поскольку жижа является «тем же мусором», что он ел и раньше, то он не против.

## Отзывы
Джон Хьюгар из The A.V. Club дал эпизоду оценку «B+», похвалив шоу за еще один сильный эпизод. Он особенно высоко оценил пародию Дэниэла Плэйнвью из фильма «Нефть» и в заключении отметил, что «по мере приближения к середине 23-го сезона, шоу находится в очень хорошей форме, в нём есть много интригующих сюжетных линий, заставляющих зрителей продолжать гадать, чем же всё это закончится».
Джесси Шедин из IGN дал эпизоду «хорошую» оценку (7,3 из 10), назвав его «качественным, но не впечатляющим эпизодом». Сравнивая его с другими эпизодами сезона, он посчитал, что это «менее амбициозная, но увлекательная сюжетная линия Картмана и Рэнди». Шедин высоко оценил поворот, связывающий две сюжетные линии, и, по его мнению, использование пародии на фильм «Нефть» для линии со здоровым питанием было неожиданным ходом. Шедин также оценил, что речь Картмана высмеивает «бессмысленные заявления Леброна Джеймса о последствиях свободы слова» в отношении протестов в Гонконге в 2019 году.
Райан Паркер из The Hollywood Reporter также отметил, что речь Картмана дословно повторяет слова Леброна Джеймса, также пародией на баскетболиста является и песня про «тако-вторник».
Дани Ди Пласидо из Forbes назвал эпизод «достойным, хотя и не совсем сатирическим, но в высшей степени забавным». Также он отмечает, что в этом эпизоде семейный бизнес «Фермы порядочности» добавил сюжету забавных моментов.
Ренальдо Матадин из CBR.com отметил, что в 23 сезоне роль «главного злодея» перешла к Рэнди, но в этом эпизоде Картман проявляет себя в качестве злодея и обрушивает свой гнев на индустрию веганского питания.
Джереми Ламберт из 411mania.com поставил эпизоду оценку 7 из 10, назвав его «хорошим». Он отмечает параллель истории «порядочных бургеров» и «ассбургеров» от Картмана. По его мнению, в этот раз создателям сериала удалось органично соединить две отдельные историю в одну в финале.